# Xuzhen, Anhui
Xuzhen (kinesiska: 许镇) är en köping i östra Kina. Den ligger i Nanling härad i staden Wuhu i provinsen Anhui, omkring 140 kilometer sydost om provinshuvudstaden Hefei. Antalet invånare är 77 048. Befolkningen består av 38 546 kvinnor och 38 502 män. Barn under 15 år utgör 19,0 %, vuxna 15-64 år 67 %, och äldre över 65 år 13,0 %.